# Rumex abyssinicus
Rumex abyssinicus är en slideväxtart som beskrevs av Nikolaus Joseph von Jacquin. Rumex abyssinicus ingår i släktet skräppor, och familjen slideväxter. Inga underarter finns listade i Catalogue of Life.